# Aumes

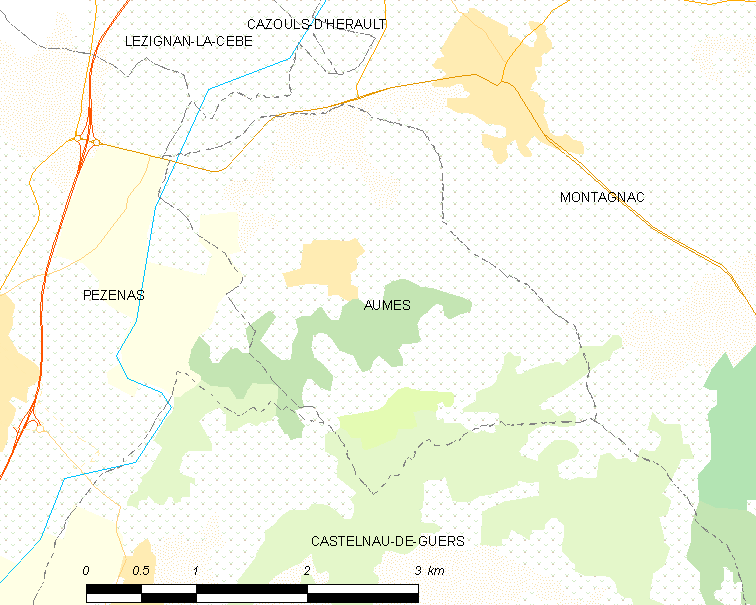
Mapa

Aumes es una localidad y comuna francesa, situada en el departamento de Hérault y en la región de Occitania.
Sus habitantes se denominan con el gentilicio en francés Aumois.

## Historia
Situado en el corazón de la garriga, Aumes es un pueblecito típico de la cuenca mediterránea. La mayoría de la población tiene edades entre los 37 y 97 años, siendo muy marcada la abundancia de personas de edad muy avanzada.

## Administración
Lista de alcaldes sucesivos
- (2001-) Aimé Bonal

## Demografía
| 267 | 310 | 305 | 286 | 268 | 310 | 474 |
| Para los censos de 1962 a 1999 la población legal corresponde a la población sin duplicidades (Fuente: INSEE [Consultar]) |     |     |     |     |     |     |